# La revoltosa (película de 1963)
La revoltosa es una película musical española de 1963 dirigida por José Díaz Morales y protagonizada por Teresa Lorca, Germán Cobos, Antonio Vico, Tomás Blanco y Manolo Gómez Bur, entre otros. 
La película está basada en La revoltosa, una zarzuela de 1897 de Carlos Fernández Shaw y José López Silva, que el mismo director ya había adaptado anteriormente en una película de 1949 La revoltosa, en blanco y negro y protagonizada por Carmen Sevilla y Tony Leblanc en esa ocasión.  
La nueva adaptación fue rodada en color Eastmancolor y supuso el debut en el cine de Mónica Randall en el papel de Inés, que aparece acreditada como Aurora Juliá, su nombre de nacimiento. Randall también aparecería en la versión de 1969 en el papel de Encarna.

## Sinopsis
Aunque Mari Pepa (Teresa Lorca), una joven y guapa planchadora madrileña, y Felipe (Germán Cobos), un carpintero, se quieren, siempre están riñendo por tonterías. Sin embargo, ella deberá comprometerse con el prestamista Don Leo (Tomás Blanco) para ayudar a su padre (Antonio Vico), jugador y borracho, que puede acabar en la cárcel por un delito relacionado con unas joyas robadas.

## Reparto
- Teresa Lorca - Mari Pepa
- Germán Cobos - Felipe
- Antonio Vico - Don José
- Tomás Blanco - Don Leo
- Manolo Gómez Bur - Viruta
- Antonio Almorós - Ulpiano
- Xan das Bolas - Jugador de cartas
- Mercedes Borqué - Planchadora
- Paquito Cano - Atenedoro
- Ricardo Canales - Inspector de policía
- Mónica Randall - Inés
- Antonio Malonda - Muquiqui
- Jesús Puche - Sr. Candelas
- Carmen Porcel - Maestra planchadora
- Julia Pachelo - Doña Casta
- Matilde Muñoz Sampedro - Encarna
- Antonio Riquelme - Tiberio
- Manuel Arbó - Sr. Paco
- Agustín Zaragoza - Elocuente
- Amalia Rodríguez - Gorgonia
- Laly Soldevila - Sole